# Freedom. Die Schmahamas-Verschwörung
Freedom. Die Schmahamas-Verschwörung ist der Debütroman des deutschen YouTubers Paluten,  bürgerlich Patrick Mayer. Mit der Webvideoreihe Minecraft Freedom zum Computerspiel Minecraft schuf der Let’s Player eine eigene virtuelle Welt. In seinem Jugendbuch übertrug Paluten diese Welt in Literatur. Das Werk um die Abenteuer seines Alter Egos Paluten auf der Insel Schmahama erschien am 29. März 2018 bei Community Editions und wurde zum Bestseller.

## Entstehung und Verkaufserfolg
Die Idee, Minecraft Freedom in ein Buch umzusetzen, kam Paluten nach eigenen Angaben, weil sich seine Zuschauer eine Fortsetzung des Projekts gewünscht hatten. Er fand es reizvoll, dafür ein anderes Medium auszuprobieren. Die Schmalamas auf der Insel Schmahama entwickelten sich aus den Lamas seines Projekts Minecraft Exit, an denen seine Mutter Gefallen gefunden hatte. Befreundete Mitspieler aus dem Freedom Squad wie GermanLetsPlay, Zombey und Maudado kommen im Buch anders als in der Videoreihe nicht vor, weil sie dort Handlungsfreiheit hatten und Paluten ihnen im Buch nichts in den Mund legen wollte.
Koautor des Werkes ist Klaas Kern, ein Pseudonym von Claudia Kern. Irina Zinner illustrierte das Buch mit 80 Schwarzweißzeichnungen. Veröffentlicht wurde es vom 2016 in Köln gegründeten Verlag Community Editions, der sich auf Publikationen von Influencern konzentriert.
Mit dem Roman kam zum ersten Mal ein YouTuber auf den ersten Platz einer Buch-Bestsellerliste im deutschsprachigen Raum. In der Spiegel-Bestsellerliste in der Kategorie Belletristik der Hardcoverausgaben stieg er Anfang April 2018 auf Platz 1 ein. Mitte Mai 2018 waren 80.000 Exemplare des Romans verkauft, er war in der dritten Auflage. Bei Signierstunden Palutens warteten junge Fans in langen Schlangen. Ein 13-Jähriger sagte in Hamburg: „Mit dem Buch habe ich endlich etwas, das bleibt.“
Ende Juni 2018 hielt es sich mit Platz 13 weiterhin in der Spiegel-Bestsellerliste, Anfang Juli stand es auf Platz 14. Bis Anfang August 2018 stieg der Roman wieder auf Platz 11 und blieb bis Ende des Monats in der Bestsellerliste – insgesamt hielt er sich dort fünf Monate. Nach der Veröffentlichung der Fortsetzung Freedom. Schlamassel im Weltraum, die im März 2020 erschien und auf Platz 1 der Jugendbuch-Bestsellerliste kam, erreichte auch Die Schmahamas-Verschwörung wieder Bestsellerstatus.

## Inhalt
Paluten, der Abenteurer mit dem Kürbiskopf, führt nach dem gewonnenen Krieg gegen die Willkürherrschaft von König Xaroth ein ruhiges Leben in Dorfd, von dem der Widerstand des Freedom Squads ausgegangen war. Sein bester Freund ist das Schwein Edgar.
Ein Bote überbringt Paluten die Mitteilung über den Gewinn einer Reise auf die Insel Schmahamas, obwohl er gar nicht an einem Gewinnspiel teilgenommen hat. Paluten ist begeistert, sein Freund Edgar wird ihn begleiten. Professor Ente, der geniale Wissenschaftler, beauftragt sie mit einer Geheimmission: Sie sollen Kot der dort lebenden Lamas – der Schmalamas – mitbringen, den diese wie einen Schatz hüten.
Kapitän Schmierhose fährt die Freunde zur Insel, auf der sie von einem großen Begrüßungskomitee willkommen geheißen werden. Paluten findet die Insel und die kleine Hauptstadt wunderbar geeignet für einen erholsamen Urlaub mit vielen Schirmchendrinks. Bürgermeister Obamma berichtet, dass der einzige Mensch auf der Insel der Boss ist. Er betreibt mit L.I.V.E. den einzigen Konzern auf der Insel, die er mit Strom versorgt.
Die übergroße Begeisterung der Schmalamas über ihre Ankunft irritiert zunächst Edgar, schließlich auch Paluten. Bei Dunkelheit brechen sie in den Dschungel auf, wohin sie eine Gruppe von Schmalamas haben ziehen sehen. Sie entdecken sie um einen Teich versammelt, in dem sie neben Palutens Bild das des für tot gehaltenen Evil Paluten erkennen. Der bösartige Doppelgänger Palutens ist aus der Abspaltung seiner eigenen Persönlichkeit entstanden. Sie erfahren, dass sich ihre Gastgeber die Rettung spurlos verschwundener Schmalamas erhoffen. Ob das Abbild von Evil bedeutet, dass er wie Paluten zur Rettung gebraucht wird?
Ihnen hilft die furchtlose Karla, eine ehemalige Abenteurerin. Mit ihr bauen sie im Dschungel eine Falle mit einer Schmalama-Attrappe für die Entführer – vermummte zweibeinige Gestalten, die ihnen nach hartem Kampf entkommen. Bei der Verfolgung schließt sich ihnen der junge Harry an. Er ist furchtsam, aber das schnellste Schmalama der Welt.
In Karlas hoch gesichertem Keller, in dem sie Schätze und vielerlei Werkzeug aufbewahrt, gerät ein Eindringling in eine Falle. Es ist Evil Paluten, der ihnen gesteht, aus dem missglückten Experiment eines irren Wissenschaftlers entstanden zu sein mit dem Auftrag, Paluten zu töten – und ihn doch gerettet hat. Er berichtet von Verrat, Gefangenschaft und Demütigung, und dass Professor Ente ihn nun auf die Insel teleportiert habe, um ihnen zu helfen.
Paluten glaubt Evil nicht. Dennoch brechen Paluten, Karla, Edgar und Harry mit ihm zum großen Berg auf, der sich als erloschener Vulkan erweist. Im Inneren müssen sie gemeinsam viele Gefahren überwinden, bis sie zu einer Höhle vordringen, die wie ein Labor eingerichtet ist. Darin werden die vermissten Schmalamas gefangen gehalten, bewacht von furchterregenden zweibeinigen Mutantenschmalamas. Auch die vermummten Entführer tauchen auf – und der Boss. Mit dem aus dem Kot der Schmalamas gewonnenen Wundermittel, das wie ein Jungbrunnen wirkt, will er mehr Geld scheffeln, als man sich vorstellen kann. Mit seiner Mutantenarmee will er erst die Insel versklaven und dann die ganze Welt. In einer gefährlichen Aktion retten die Freunde die Schmalamas und zerstören die Kommandozentrale des Bosses.
Nachdem die Heimkehr der Entführten gefeiert ist, überreicht Bürgermeister Obamma Paluten und Evil zum Abschied einige Fässer Schmalamakot, den die Lamas als Heilmittel einsetzen. Damit experimentiert Professor Ente in seinem Dorfder Labor. Ohne Erfolg. Der letzte Rest verschwindet auf geheimnisvolle Weise nach kurzem grünen Aufleuchten.

## Rezeption
Spiegel-Online-Autor Carsten Görig kritisierte holprige Sätze und vermisste Sprachwitz – der Roman lese sich wie ein bemüht lustiger Schulaufsatz. Es sei „kein gutes Buch, wirklich nicht“. Doch das mache dem Buch nichts aus, schließlich seien Leser guter Bücher nicht unbedingt die Zielgruppe.
Im Bestsellercheck von WDR 5 fand Christoph Möller kein lobendes Wort für das Literatur gewordene Abenteuer aus der Computerspielwelt. Seine Anerkennung erhielten jedoch die Illustrationen: „Minimalistische Bilder, die die Klötzchenwelt von Minecraft gut abbilden. Ohne sie wäre die Geschichte noch blasser.“
Im Literaturmagazin Druckfrisch der ARD resümierte Denis Scheck, dass das Buch das Ergebnis einer großen Verrenkung und „eher ein Offenbarungseid“ sei. Mayer bedürfe eines Ko-Autors.
Christian Gall nannte das Buch in der Augsburger Allgemeinen nicht überragend, „nicht einmal gut. Aber jede einzelne Seite macht klar, dass die Zielgruppe die Youtube-Fans sind.“
In einem Bericht über eine Signierstunde Palutens ging die Die Zeit-Autorin Jana Gioia Baurmann auf Verrisse des Romans in anderen Medien ein und kam selbst zu dem Urteil: „Und ja, Patrick Mayer wird wohl nicht den Deutschen Buchpreis gewinnen, aber das tun andere Bestseller auch nicht zwingend.“